# Tartaciok, Cervonoarmiisk
Tartaciok (în ucraineană Тартачок) este un sat în comuna Novîi Zavod din raionul Cervonoarmiisk, regiunea Jîtomîr, Ucraina.

## Demografie
Componența lingvistică a localității Tartaciok
     Ucraineană (100%)
Conform recensământului din 2001, toată populația localității Tartaciok era vorbitoare de ucraineană (100%).